# Francos (Cantabria)
Francos es una localidad española del municipio de Guriezo, perteneciente a la comunidad autónoma de Cantabria.

## Geografía
La localidad se encuentra a 50 m s. n. m. y a 1,5 kilómetros de la capital municipal, El Puente.

## Demografía
En 2023, la entidad singular de población de Francos tenía empadronados 3 habitantes, todos ellos en diseminado.